# Musica dell'oriente asiatico

## Sud-Est asiatico
La musica dell'Indocina, Siam, Giava e Bali (Indonesia) fu fortemente influenzata dalla musica indiana e cinese.
Prevalente era l'uso di scale pentafoniche con intervalli di terza e semitoni, ma anche di scale eptafoniche con temperamento equabile.
Erano già costituite le orchestre di corte e villaggio, adoperante durante occasioni festive e danze.
La musica di Bali, isoletta dell'arcipelago indonesiano vicino a Giava, fu presentata nel 1889 all'Esposizione Universale di Parigi. L'orchestra di idiofoni balinese è detta gamelan ed è formata principalmente da metallofoni, xilofoni e gong di varie dimensioni e tamburi. Tali strumenti intonano melodie di quattro suoni (sol, la, si, re) in cantus firmus (come i gender) o in figurazioni dinamiche.

## India
Gli Indiani sono il popolo extra-europeo con la cultura musicale più duratura e ricca, anche per l'importanza che la musica rivestì presso di loro (i canti del Veda) in cerimonie religiose e di corte, feste private, letteratura e scritti.